# 中央アフリカ関係記事の一覧
中央アフリカ関係記事の一覧（ちゅうおうアフリカかんけいきじのいちらん）は、中央アフリカ共和国の関連記事を一覧にしたものである。独立前の関係記事も取り扱う。
- 中央アフリカ共和国出身の人物については中央アフリカ共和国出身人物の一覧を参照。

## 英数字・記号
- .cf
- CFAフラン
- MISCA

## あ行
- アカ族
- アザンデ人
- アフリカ
- アフリカ史
- アフリカ大陸
- アフリカの年
- アメリカ手話 - 同国で用いられている手話
- アンチ・バラカ（英語版） - 同国における武装組織の一団。キリスト教系武装組織である
- イスラム教
- ウォダベ（フランス語版） - 同国の遊牧民
- ウバンギ川 - アフリカ中部にある河川のひとつ。コンゴ川支流の河川であり、同国首都のバンギを通る
- ウラン - 同国で採掘される鉱産資源

## か行
- カネム・ボルヌ帝国 - かつて存在していた国家のひとつ
- カメルーン - 隣国。西に位置する
- キャッサバ
- キリスト教
  - カトリック教会
  - プロテスタント
- 金 - 同国で採掘される鉱産資源
- 軍事政権
- 後発開発途上国
- 国際連合中央アフリカ共和国ミッション（MINURCAT）
- 国際連合中央アフリカ・チャド・ミッション
- 国民議会 (中央アフリカ)
- 国民集合クワ・ナ・クワ
- コンゴ川
- コンゴ共和国 - 隣国。南西に位置する
- コンゴ民主共和国 - 隣国。南に位置する
- コンゴ盆地
- ゴンドワナ大陸

## さ行
- 再生 (中央アフリカ国歌)
- サバナ (植生)
- サバナ気候
- サラ人（英語版）
- サンガ川流域の3か国保護地域 -
- サンゴ語 - 同国における公用語のひとつ。クレオール言語である
- ザンガ＝サンガ特別保護区（英語版）
- ザンガ＝ンドキ国立公園
- 失敗国家
- 社会民主党 (中央アフリカ共和国)
- シャリ川
- 進歩愛国戦線
- スーダン - 隣国。北東に位置する
- セレカ - 同国における武装組織の一団。イスラム教系武装組織である

## た行
- ダイヤモンド - 同国で採掘されている
- 多国籍軍
- ダルフール - スーダン西部の地域。同国とは歴史上において深く関係する場所である。また、歴史的な地名としても認知されている
  - ダルフール・スルタン国 (ダルフール)（英語版）
- タロイモ - 同国の生産物のひとつである
- チャド - 隣国。北に位置する
- 中央アフリカ人民解放運動
- 中央アフリカ帝国 - 同国の前身のひとつ
- 中央アフリカ共和国内戦 (2012年-現在)
- 中央アフリカ共和国におけるイスラム教（フランス語版）
- 中央アフリカ共和国におけるカトリック教会（フランス語版）
- 中央アフリカ共和国における野生動物（英語版）
- 中央アフリカ共和国の行政区画
- 中央アフリカ共和国の言語
- 中央アフリカ共和国の国民（英語版）
- 中央アフリカ共和国の国章
- 中央アフリカ共和国の国旗
- 中央アフリカ民主連合

## な行
- 内陸国
- 熱帯モンスーン気候
- ノートルダム大聖堂 (バンギ)（フランス語版、英語版） - 首都バンギに在る大聖堂。正式名は『無原罪懐胎の聖母大聖堂のノートルダム大聖堂』

## は行
- バイヤ人（英語版）
- バギルミ王国（英語版） - かつて存在していた国家のひとつ
- バンギ - 首都
- バンギ・ムポコ国際空港
- バンダ人（英語版）
- ピグミー音楽（英語版）
- 福音派バプテスト教会 (中央アフリカ共和国)（フランス語版）
- 複数政党制
- フランコフォニー国際機関 - 同国が加盟している
- フランス - かつての宗主国
- フランス共同体
- フランス植民地帝国
  - フランス領ウバンギ・シャリ - フランスの植民地のひとつ。同国の前身に当たる
  - フランス領コンゴ -  フランスの植民地のひとつ。同国の前身に当たる
  - フランス領赤道アフリカ - フランスの植民地のひとつ。同国の前身に当たり、フランス領ウバンギ・シャリはこの地域の一部であった
- フランス語 - 同国における公用語のひとつ
  - フランス語を公用語としている国の一覧
- プランテン - 同国の生産物の一つとなっている
- ベレンゴ宮殿（フランス語版）

## ま行
- マノヴォ＝グンダ・サン・フローリス国立公園
- マンティア人（英語版）
- 南スーダン - 隣国。東に位置する
- 民主復興人民軍（英語版）
- 民主進歩同盟 (中央アフリカ共和国)（英語版）
- ムバカ人
- 綿花 - 同国の生産物のひとつとなっている

## や行
- ヤコマ人（英語版）
- ヤム - 同国の生産物のひとつ。ヤムイモとも呼ばれる

## ら行
- 林業 - 同国の一次産業となっている
- リングワ・フランカ

## わ行
- ワダイ王国 - かつて存在した国家のひとつ
- ンガウィ山